# Letzuana
Letzuana es un género de insecto coleóptero de la familia Chrysomelidae.

## Especies
- Letzuana costata Kimoto, 2000
- Letzuana minor Kimoto, 2000
- Letzuana thailandica Kimoto, 2000